# Wierzbów (hromada Narajów)
Wierzbów – wieś na Ukrainie w rejonie tarnopolskim (do 2020 brzeżańskim) należącym do obwodu tarnopolskiego.
Do końca życia w majątku w Wierzbowie zamieszkiwał płk Czesław Mączyński.
W II Rzeczypospolitej miejscowość w powiecie brzeżańskim województwa tarnopolskiego.
W 1944 nacjonaliści ukraińscy z OUN-UPA zamordowali tutaj 21 Polaków.